# Anthony Bagnall

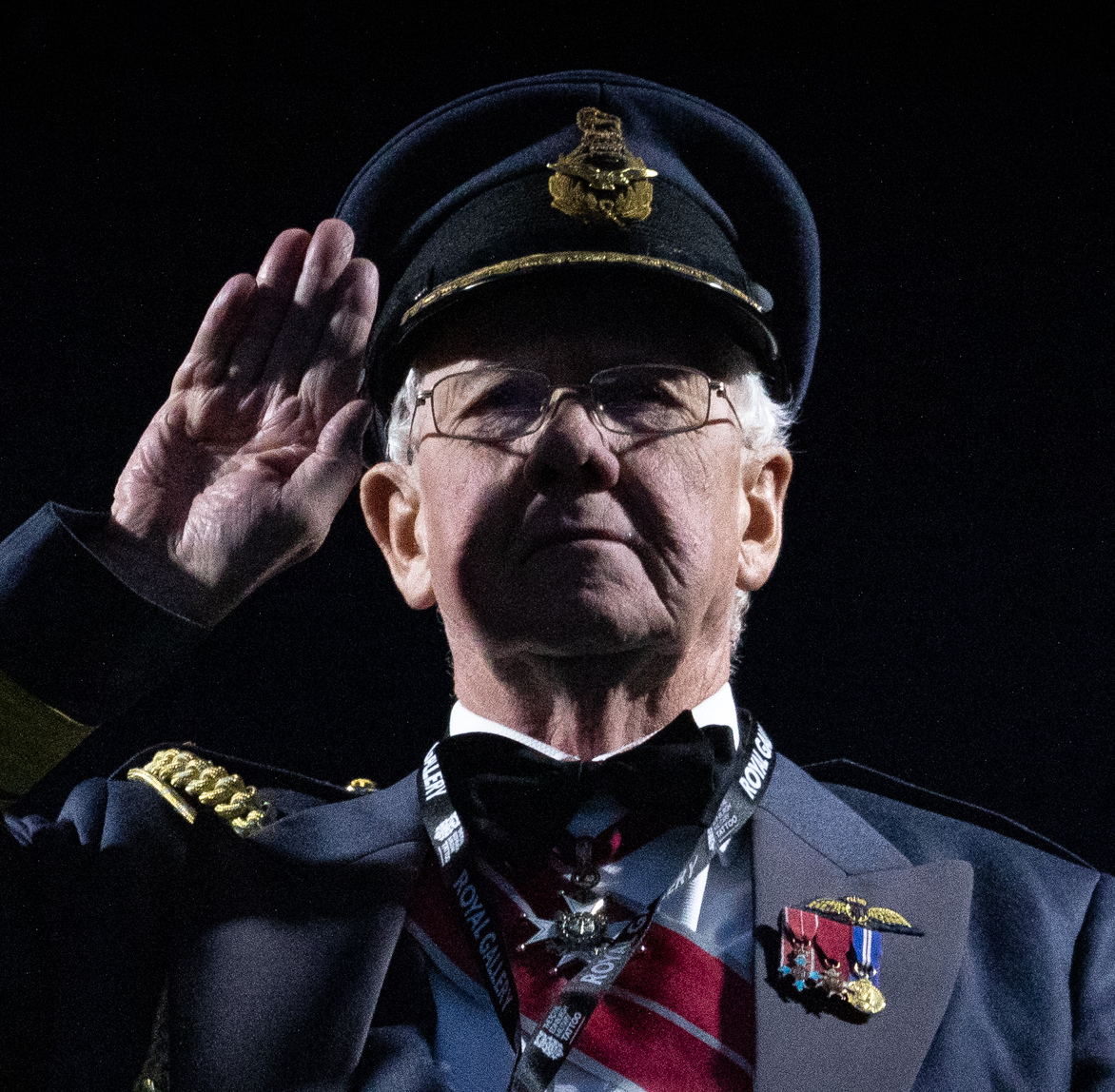
Anthony Bagnall (2022)

Sir Anthony John Crowther Bagnall, GBE, KCB (* 8. Juni 1945) ist ein ehemaliger Offizier der Royal Air Force (RAF), der unter anderem als General (Air Chief Marshal) zwischen 2000 und 2001 Oberkommandierender des Luftangriffskommandos (Air Officer Commanding-in-Chief, RAF Strike Command) sowie von 2001 bis 2005 Vize-Chef des Verteidigungsstabes (Vice-Chief of the Defence Staff) war.

## Leben
Anthony John Crowther Bagnall begann 1964 seine Offiziersausbildung in der Royal Air Force (RAF) und wurde 1967 Leutnant (Pilot Officer). In den nächsten Jahren folgten zahlreiche Verwendungen als Offizier und als Stabsoffizier. Für seine Verdienste wurde er im Falklandkrieg wurde ihm 1982 das Offizierskreuz des Order of the British Empire (OBE) verliehen. Im August 1983 wurde er als Oberstleutnant (Wing Commander) Kommandeur des No. 43 Squadron RAF und verblieb in dieser Verwendung bis März 1985. Danach wurde er 1985 Kommandeur des No. 23 Squadron RAF. Als Oberst (Group Captain) übernahm er am 8. Januar 1988 den Posten als Kommandant des Luftwaffenstützpunktes RAF Leuchars und behielt diesen bis Dezember 1989.
Im Januar 1991 wechselte Bagnall als Brigadegeneral (Air Commodore) ins Verteidigungsministerium (Ministry of Defence) und war dort bis August 1992 Leiter für Abteilung Stabsangelegenheiten der Luftstreitkräfte (Director of Air Staff Duties). Danach fungierte er als Generalmajor (Air Vice-Marshal) als Nachfolger von Air Vice-Marshal Timothy Garden zwischen August 1992 und seiner Ablösung durch Air Vice-Marshal Peter Squire im August 1994 als Stellvertretender Chef des Luftwaffenstabes (Assistant Chief of the Air Staff). 1994 wurde er für seine Verdienste Companion des Order of the Bath (CB). Im Juli 1994 löste er Air Vice Marshal John Allison als Kommandeur der No. 11 Group RAF ab und war der letzte Kommandeur dieser Einheit. Im Anschluss wurden die No. 11 Group RAF und die No. 18 Group RAF zur No. 11/18 Group RAF mit Air Vice-Marshal Cliff Spink als Kommandeur zusammengelegt.
Als Generalleutnant (Air Marshal) fungierte Anthony Bagnall zwischen Juni 1996 und August 1998 als stellvertretender Oberkommandierender der Alliierten NATO-Streitkräfte in Mitteleuropa AFCENT (Deputy Commander-in-Chief, Allied Forces, Central Europe). Am 31. Dezember 1997 wurde er zum Knight Commander des Order of the Bath (KCB) geschlagen, so dass er seither den Namenszusatz „Sir“ führte. Im Anschluss wechselte er im August 1998 wieder ins Verteidigungsministerium und löste Air Marshal David Cousins als Leiter der Abteilung Luftwaffenpersonal (Air Member Personnel). Diesen Posten bekleidete er bis zu seiner Ablösung durch Air Marshal John Day im März 2000. In dieser Funktion war er zugleich zwischen 1998 und März 2000 auch Oberkommandierender des Personal- und Ausbildungskommandos der Luftstreitkräfte (Air Officer Commanding-in-Chief, Personnel and Training Command).
Zuletzt wurde Anthony Bagnall zum General (Air Chief Marshal) befördert und löste am 6. April 2000 Air Chief Marshal Sir Peter Squire als Oberkommandierender des Luftangriffskommandos (Air Officer Commanding-in-Chief, RAF Strike Command) ab. Auf diesem Posten blieb er ein Jahr lang bis 5. April 2001 und wurde danach abermals von Air Chief Marshal Sir John Day abgelöst. Zugleich war er auch Luftwaffen-Generaladjutant (Aide-de-camp) von Königin Elisabeth II. in der Zeit von 2000 bis 2001. Schließlich löste er im Mai 2001 Admiral Sir Peter Abbott als Vize-Chef des Verteidigungsstabes (Vice-Chief of the Defence Staff) ab und hatte diese Funktion im Verteidigungsministerium bis zu seinem Eintritt in den Ruhestand im Juli 2005 inne, woraufhin General Timothy Granville-Chapman seine dortige Nachfolge antrat. Am 31. Dezember 2002 wurde er zudem zum Knight Grand Cross des Order of the British Empire (GBE) erhoben.